# 徳永博基
德永 博基（とくなが ひろき、1959年7月5日 - ）は、日本の外交官。初代駐ベラルーシ特命全権大使を務めた。

## 人物・経歴
福岡県生まれ。久留米大学附設高等学校を経て、1982年上智大学法学部卒業後、外務省で、英国、ソビエト連邦研修を受けた。1989年在ポーランド日本国大使館二等書記官。2002年在カザフスタン日本国大使館一等書記官。2015年外務省大臣官房地方連携推進室長。2016年在ベラルーシ日本国大使館参事官。2019年初代の駐ベラルーシ特命全権大使に就任。2021年、姫野勉駐ガーナ大使、伊藤直樹駐バングラデシュ大使、山崎和之在ジュネーブ日本政府代表部大使、鈴木康久駐ニカラグア大使、服部孝駐スーダン大使、梨田和也駐タイ大使、上月豊久駐ロシア大使に続き、新型コロナウイルス感染症を発症。
2023年11月10日、ベラルーシ特命全権大使を辞任した。